# Veeroute
Veeroute — облачный движок комбинаторной оптимизации. Используется в транспортной логистике, сервисной инженерии, инкассации, производстве и других областях бизнеса. Работает по SaaS-модели.

## История продукта
Команда Veeroute начала заниматься разработками в области комбинаторной оптимизации в 2014 году.
В 2016 году было подписано соглашение о партнёрстве с SAP, заинтересовавшейся адаптацией Veeroute в качестве партнёрского решения. Интеграция с платформой SAP позволила запустить совместный проект с М.Видео, в рамках которого также было разработано мобильное приложение для водителей.
В 2016 году сервисами Veeroute пользовалось более 90 компаний, большинство из них — курьерские службы, онлайн- и оффлайн-магазины.
К 2018 году Veeroute превращается из узкоспециализированного SaaS-сервиса в enterprise-платформу для решения сложных логистических задач. Одновременно с этим расширяется сфера применения оптимизатора: 75 % клиентов Veeroute составляют FMCG-компании и e-commerce, остальные 25 % приходятся на сервисную инженерию, охрану и службы диспетчеризации.
По данным 2023 года, оптимизатор Veeroute используют крупные ритейлеры и сервисные компании, в том числе Строительный двор, «Онлайн Трейд», «Гольфстрим», Еаптека, ВсеИнструменты.ру.

## Описание продукта
Облачный оптимизатор включает в себя математическое ядро и специализированные API, которые упрощают работу с движком и связывают его с инфраструктурой заказчика — CRM, TMS и т.д.

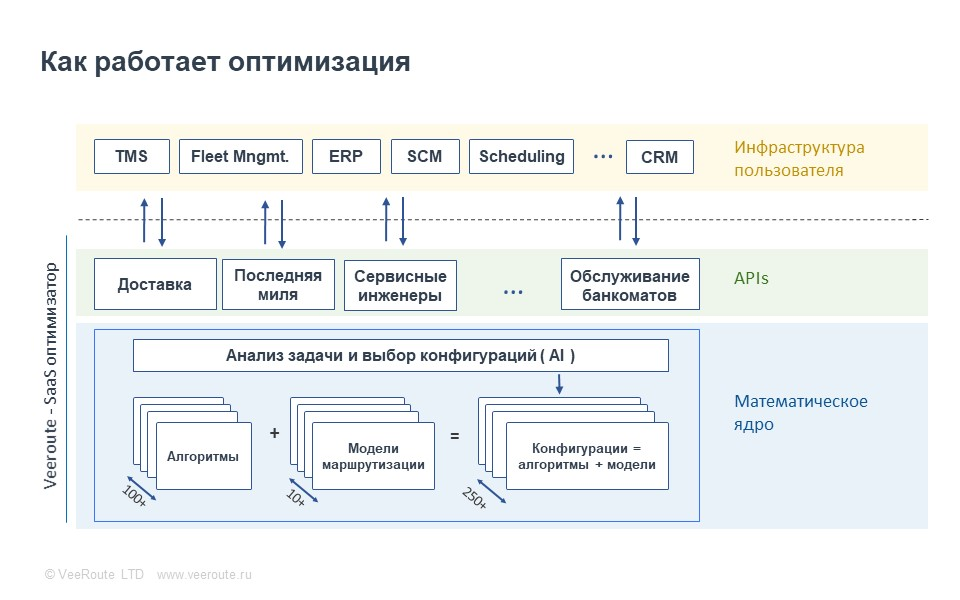
Устройство облачного сервиса Veeroute

Математическое или алгоритмическое ядро анализирует и решает комбинаторную задачу. Оно состоит из трёх модулей:
1. Алгоритмы. В совокупности — более 100. Модуль включает в себя как общеизвестные алгоритмы (алгоритм имитации отжига, 2-opt и т.д.), так и собственные алгоритмы кластеризации. Последние позволяют учитывать при оптимизации такие детали, как особенности дорожной ситуации и плотность дорожного движения.
2. Модели маршрутизации. Включают в себя разные способы построения маршрута с учётом тех или иных ограничений.
3. Конфигурации. Комбинации алгоритмов и моделей маршрутизации. В зависимости от задачи оптимизатор выбирает наилучшую из них.

Проблемно-ориентированные API — это набор интерфейсов, созданных для работы с конкретными задачами в разных предметных областях:
- доставка последней мили;
- управление сервисными инженерами;
- составление расписания производства;
- обслуживание банкоматов и т.д.

API принимает на вход описание задачи в бизнес-терминах и отправляет обезличенный JSON-запрос в оптимизатор. После этого, он возвращает пользователю JSON-ответ с решением. API разработаны в соответствии со стандартом OpenAPI.
Помимо комбинаторной оптимизации, облачный сервис Veeroute содержит дополнительные модули — такие, как маршрутизация, моделирование, прогнозирование, аналитика и т.д.

## О разработчике
Разработчик оптимизатора — компания Veeroute. Штаб-квартира компании находится в Санкт-Петербурге, также открыт филиал в Москве.
В 2014 году проект Veeroute был признан лучшим IT-стартапом по версии бизнес-акселератора GenerationS и привлёк внимание крупных инвесторов, включая ФРИИ и РВК.
В 2015 году компания стала резидентом Инновационного центра Сколково.
В 2020 году проект Veeroute попал в шорт-лист участников акселератора «Цифровые инновации для нефтегаза», запущенного Фондом «Сколково» и IBS.
В 2022 году экспертный совет Московского Международного Логистического Форума присудил Veeroute победу в номинации «Лучшее инновационное технологическое решение» за разработку алгоритмов оптимизации доставки.